# Ocotea mucronata
Ocotea mucronata är en lagerväxtart som först beskrevs av Jean Louis Marie Poiret, och fick sitt nu gällande namn av André Joseph Guillaume Henri Kostermans. Ocotea mucronata ingår i släktet Ocotea och familjen lagerväxter. Inga underarter finns listade i Catalogue of Life.